# Bass (âm thanh)

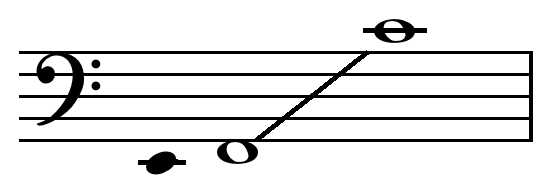
Âm vực của Giọng trầm.

Tiếng bass của Alberti trong bản mở đầu Piano Sonata, K 545 của Mozart. </img>

Âm Bass (/beɪs/ BAYSS) là từ mô tả các âm cao độ và tần số thấp từ 16 đến 256 Hz, có âm vực từ C0 đến C3. Các nhạc cụ tạo ra âm trầm có âm vực thấp từ C2 đến C4. Các nhạc cụ này thuộc vào nhiều họ nhạc cụ khác nhau và có thể đảm nhận nhiều vai trò âm nhạc khác nhau. Việc tạo âm trầm luôn luôn đò hỏi một ống khí dài hoặc một dây đàn. Những nhạc cụ tạo âm trầm dù là dùng dây đàn hay dùng hơi (kèn), chúng thường là các nhạc cụ lớn nhất trong họ hoặc lớp nhạc cụ của chúng.

## Sử dụng trong sáng tác
Trong các tác phẩm âm nhạc, âm trầm là những phần có âm vực thấp nhất của hòa âm. Trong nhạc hợp xướng không có nhạc cụ đệm, âm trầm được cung cấp bởi các ca sĩ nam hát giọng bass. Đối với một dàn hợp xướng đi có nhạc cụ đêm, âm trầm thường được cung cấp bởi Pipe organ hoặc Piano (hoặc nếu một dàn hợp xướng có đủ khả năng để thuê một dàn nhạc). Trong một dàn nhạc, các âm trầm được chơi bởi Contrbasses và Cello, bassoon hoặc Contrabassoon, kèn đồng thấp như Tuba và Bass trombone, và Timpani. Trong nhiều phong cách âm nhạc truyền thống như Bluegrass, dân ca và trong các phong cách âm nhạc khác như Rockabilly, Bebop, âm trầm được chơi bởi nghệ sĩ chơi Contrebasses. Còn trong hầu hết các ban nhạc Rock, Pop và Jazz fusion, vai trò âm trầm được thực thưc hiện bởi người chơi Guitar bass. Trong một số thể loại nhạc pop của thế kỷ 20 và 21, chẳng hạn như nhạc pop, nhạc Hip hop và nhac Dance vào những năm 1980. Âm trầm có thể được tạo bởi bộ tổng hợp.

## Vai trò âm nhạc
Khi các nốt trầm được chơi trong một nhóm nhạc như một dàn nhạc giao hưởng, chúng thường được sử dụng để tạo đối âm.

### Phần nhịp điệu
Trong âm nhạc đại chúng, phần âm trầm gọi là " bassline ", được đưa vào để tạo nên hài hòa và nhịp nhàng cho bài nhạc. Người chơi bass là sẽ kết hợp cùng với những thành viên khác trong một ban nhạc như với người chơi Trống, người chơi Guitar đôi khi cùng với người chơi nhạc cụ bàn phím như Piano hoặc Hammond organ. Họ sẽ đánh mạnh vào những nót cơ bản hoặc nót thứ 5 của hợp âm và các nót bass sẽ rơi vào các nhịp mạnh.

## Các loại hòa âm trầm
Trong âm nhạc cổ điển, có nhiều loại âm trầm khác nhau như: basso concert hoặc bass recitante. Chúng là các giọng trầm của phần diệp khúc. Phần bass sẽ đệm vào những đoạn nhẹ nhàng hơn của một bài nhạc. Nói chung, âm bass sẽ được chơi bởi Cello; contrabass ('bass dưới' hay 'bass phụ') thường được thực hiện bởi Contrebasses. Cello thường sẽ chơi tương tự như vậy nhưng cao hơn một quãng tam hoặc chơi với một phần giai điệu hay nhịp điệu khác nhưng nó không là bassline khi Contrebasses đã được sử dụng. Basso ripieno tham gia vào việc làm cho bố cục hay các đoạn của bài nhạc được trọn vẹn hơn. Bằng các nót thấp của chính nó. Từ đó tạo nên sự tương phản mạnh mẽ giúp cho bài nhạc được hay hơn, mềm hơn.
Basso continuo là một cách tiếp cận để viết nhạc trong âm nhạc thời kỳ Baroque (1600-1750). Basso continuo giống như bassline viết ra phục vụ để thiết lập tiến trình hợp âm (chord progression) cho các tác phẩm thuộc thể loại giao hưởng, concerto, Mass hoặc tác phẩm khác. Nó được chơi bằng đàn organ hoặc harpsichord.

## Nhạc cụ
Để phân loại được là khá khó khăn. Vì một số nhạc cụ có thể thuộc nhiều loại như: Cello được coi là một nhạc cụ tenor trong một số bối cảnh dàn nhạc, nhưng trong tứ tấu dây thì nó là nhạc cụ bass. Ngoài ra, Bass flute thực sự là thành viên tenor của họ sáo mặc dù nó được gọi là "Bass" Flute.
Các ví dụ được nhóm theo hình thức chung và kỹ thuật chơi bao gồm:
- Contrebasses thường được xem như là "bass" trong nhạc cổ điển Châu Âu và nhạc jazz.
- Guitar bass: gồm có Guitar bass điện và Guitar bass acoustic. Chúng thường là nhạc cụ chơi "bass" trong nhạc pop và rock.
- Kèn bass: tuba, serpent và sousaphone,cùng với các phiên bản điều chỉnh có âm thấp đi của các loại nhạc cụ kèn đồng chẳng hạn như bassoon, bass clarinet, bass trombone và bass saxophone,...(cách sử dụng ít phổ biến hơn)
- Keyboard bass, một sự thay thế bàn phím cho guitar bass hoặc bass đôi ví dụ Rhodes piano dùng là bass trong những năm 1960 hoặc MIDI 13 phím sử dụng trong những năm 2000 trở đi)
- Bass washtub: một nhạc cụ dân gian đơn giản

Một người biết chơi một trong những nhạc cụ trên thường được gọi 'tay chơi bass' ('bassist'). Các thuật ngữ khác cụ thể hơn như 'tay guitar bass' ('bass guitarist').... cũng được sử dụng.

### Nhạc cụ phím
- Âm trầm bàn phím
- Bàn phím bàn đạp

### Bộ gõ
- Trống bass
- Timpani

### Stringed
- Đôi âm trầm
- Guitar bass
- Bồn rửa mặt trầm

#### Woodwind
- Bass oboe
- Bassoon
- Contrabassoon
- Kèn saxophone bass
- Saxophone Contrabass
- Saxophone subcontrabass
- Âm bass clarinet
- Contrabass clarinet
- Sáo Contrabass

#### Kèn đồng
- Tuba
- Bass trombone
- Euphonium

## Trong các buổi biểu diễn âm nhạc và khiêu vũ
Vào đầu những năm 1970, các DJ nhạc disco đầu tiên tìm kiếm âm thanh trầm hơn cho các sự kiện khiêu vũ của họ. David Mancuso đã thuê kỹ sư âm thanh Alex Rosner  để thiết kế thêm các loa siêu trầm cho các sự kiện khiêu vũ disco của mình. Bằng việc thêm "arrays tweeter" ("các mảng loa tuýt-tơ") để "tăng âm bổng và âm trầm vào những thời điểm thích hợp" tại các bữa tiệc ngầm riêng tư của anh ấy tại The Loft. Nhu cầu tăng cường âm thanh sub-bass trong những năm 1970 và được cải thiện bởi "trống bass" trong nhạc disco, giống như trong âm nhạc rock và pop. Nhằm tạo tính sâu hơn của âm bass, đó là điểm giao thoa thứ ba từ 40 Hz đến 120 Hz (chủ yếu là ở 80 Hz) đã được thêm vào. Tại các vũ trường disco (Paradise Garage discotheque) ở thành phố New York-hoạt động từ 1977 đến 1987, đã "tùy chỉnh thiết kế các loa sub-bass". Nó được phát triển bởi học trò của Alex Rosner và kĩ sư âm thanh Richard ("Dick") Long. Nó được gọi là "Levan Horns "(để vinh danh DJ Larry Levan).
Vào cuối những năm 1970, loa siêu trầm trong hệ thống âm thanh được sử dụng tại các khu vực khiêu vũ cho phép chơi "bass-heavy (âm bass nặng)". Tại câu lạc bộ, Long đã sử dụng bốn cái "Levan Horn", mỗi chiếc ở mỗi góc của sàn nhảy, để tạo ra hiệu ứng "haptic and tactile quality" nghĩa là âm sub-basss chỉ có thể cảm nhận được trong cơ thể mình. Để khắc phục tình trạng thiếu tần số của âm sub-bass trên các bản thu disco những năm 1970 (các tần số âm sub-bass dưới 60 Hz đã bị loại bỏ trong quá trình làm chủ), Long đã thêm một DBX 100 "Boom Box" vào hệ thống của mình để tổng hợp sub-bass có tần số 25 Hz đến 50 Hz và bass từ 50 đến 100 Hz trên các bản ghi. Vào đầu những năm 1980, Long đã thiết kế một hệ thống âm thanh cho câu lạc bộ khiêu vũ Warehouse. Bằng việc xếp chồng các loa siêu trầm lên nhau đã tạo ra các bass có tần "sâu và cường độ cao" từ đó cho phép những người tham gia câu lạc bộ "trải nghiệm một cách trực quan" các bản nhạc house của các DJ.

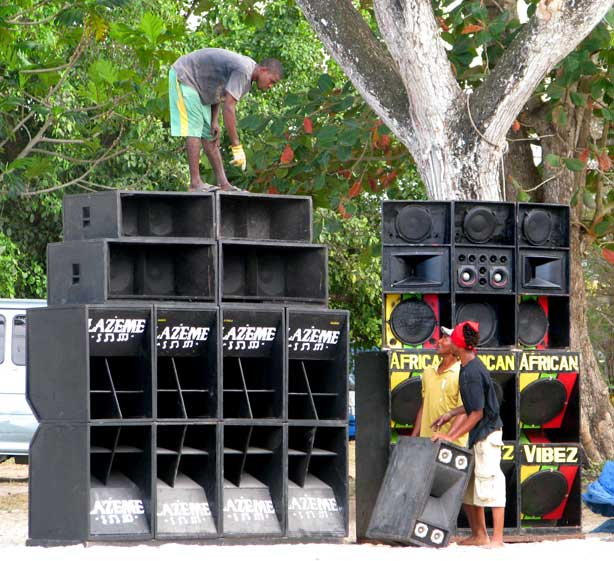
Một nhóm người đang sếp các loa ở Jamaica vào năm 2009.

Âm trầm sâu và nặng là trọng tâm của các phong cách âm nhạc Jamaica như dub và reggae. Tại Jamaica trong những năm 1970 và 1980, các kỹ sư âm thanh cho hệ thống âm thanh cho dòng nhạc reggae bắt đầu tạo ra các thùng loa siêu trầm với tùy chỉnh của riêng họ. Bằng cách thêm foam và điều chỉnh thùng loa sao cho chúng phát rõ các âm dưới 100 Hz. Các kỹ sư âm thanh đã phát triển "âm trầm nặng (bass-heavy)" cho hệ thống tăng cường âm thanh.
Trong nền văn hóa hệ thống âm thanh của người Jamaica, có cả "thùng âm bass thấp (low bass) và âm bass cao (high bass), chúng được vận chuyển trong những chiếc xe tải lớn và được sắp xếp ra bởi một nhóm các "box boy", sau đó được điều chỉnh bởi các chuyên gia âm thanh. Trong một quá trình như vậy, được gọi là "stringing up", tất cả để tạo ra "âm thanh của nhạc Reggae mà bạn có thể cảm nhận theo đúng nghĩa đen khi nó phát ra từ những chiếc loa lớn này".